# Valsugana-Eisenbahn-Gesellschaft
La kaiserlich-königliche privilegierte Valsugana-Eisenbahn-Gesellschaft era una società ferroviaria privata esistita dal 1894 nell'Impero austro-ungarico.

## Rete
La VEG costruì e mantenne la proprietà del tratto austriaco della ferrovia della Valsugana, da Trento al confine italiano presso Primolano. L'esercizio ferroviario sulla linea fu subconcesso alla società statale kkStB, che vi utilizzarono locomotive a vapore dei gruppi 56 e 229, di proprietà della VEG.